# Anaea pandrosa
Anaea pandrosa är en fjärilsart som beskrevs av Friedrich Wilhelm Niepelt 1927. Anaea pandrosa ingår i släktet Anaea och familjen praktfjärilar. Inga underarter finns listade i Catalogue of Life.